# Comuna Vorsivka, Malîn
Vorsivka (în ucraineană Ворсівська сільська рада) este o comună în raionul Malîn, regiunea Jîtomîr, Ucraina, formată din satele Korolivka, Rudnea-Horodîșcenska, Viznea, Vorsivka (reședința) și Zîbîn.

## Demografie
Componența lingvistică a comunei Vorsivka
     Ucraineană (97,42%)
     Rusă (2,58%)
Conform recensământului din 2001, majoritatea populației comunei Vorsivka era vorbitoare de ucraineană (97,42%), existând în minoritate și vorbitori de rusă (2,58%).